# Línea Verde (Tren Ligero de Dallas)
La Línea Verde (en inglés: Green Line) es una línea de tren ligero del Tren Ligero de Dallas. La línea opera entre las estaciones North Carrollton/Frankford y Buckner.

## Estaciones
Listado de estaciones de Este a Oeste y de Norte a Sur
| Estación                               | Otras líneas | Apertura | Notas                                                 |
| -------------------------------------- | ------------ | -------- | ----------------------------------------------------- |
| Buckner                                |              | 2010     | Terminal sur                                          |
| Lake June                              |              | 2010     |                                                       |
| Lakeview                               |              | 2010     |                                                       |
| Hatcher                                |              | 2010     |                                                       |
| MLK, Jr.                               |              | 2009     |                                                       |
| Fair Park                              |              | 2009     |                                                       |
| Baylor University Medical Center       |              | 2009     |                                                       |
| Deep Ellum                             |              | 2009     |                                                       |
| Pearl/Arts District                    |              | 1996     | Transferencia este de las Líneas Azul, Naranja y Roja |
| St. Paul                               |              | 1996     | Transferencia a la Línea M (una cuadra al norte)      |
| Akard                                  |              | 1996     |                                                       |
| West End                               |              | 1996     | Transferencia oeste a las líneas Azul y Roja          |
| Victory                                |              | 2009     | Transferencia a Trinity Railway Express               |
| Market Center                          |              | 2010     |                                                       |
| Southwestern Medical District/Parkland |              | 2010     |                                                       |
| Inwood/Love Center                     |              | 2010     |                                                       |
| Burbank                                |              | 2010     |                                                       |
| Bachman                                |              | 2010     | Transferencia oeste de la línea Naranja               |
| Walnut Hill/Denton                     |              | 2010     |                                                       |
| Royal Lane                             |              | 2010     |                                                       |
| Farmers Branch                         |              | 2010     |                                                       |
| Downtown Carrollton                    |              | 2010     |                                                       |
| Trinity Mills                          |              | 2010     | Transferencia a A-train                               |
| North Carrollton/Frankford             |              | 2010     | Terminal noroeste                                     |